# 遍照院 (厚木市)
遍照院（へんしょういん）は、神奈川県厚木市にある高野山真言宗の寺院。

## 歴史
創建年代は不明である。ただ当院に伝わる『妻田薬師縁起』によれば、奈良時代に行基が薬師如来像を安置する「感応殿」を創建したのが境内にある「薬師堂」（妻田薬師）の起源である。そして良弁によって「白根山遍照院」に改められたと伝えられる。
永禄年間（1558年 - 1570年）、武田信玄が相模国に侵攻、その際の兵火で堂宇を焼失したが、間もなく再建されている。
当院に伝わる『妻田薬師縁起』は長さ6メートル以上もある巻物で、妻田薬師の由来の他に、島津氏の祖島津忠久の源頼朝御落胤説も載せられている。

## 文化財
- 妻田の楠（神奈川県指定天然記念物 昭和29年3月30日指定）[2]
- 妻田薬師（遍照院）の薬師堂（厚木市指定有形文化財 昭和47年4月12日指定）[3]
  - 厨子（厚木市指定有形文化財 昭和47年4月12日指定）[4]
  - 木造日光・木造月光菩薩立像、木造薬師如来立像（厚木市指定有形文化財 昭和47年4月12日指定）[5]
  - 木造薬師如来坐像（厚木市指定有形文化財 昭和47年4月12日指定）[6]
  - 木造十二神将立像（厚木市指定有形文化財 昭和47年4月12日指定）[7]
  - 銅鐘（厚木市指定有形文化財 昭和47年4月12日指定）[8]
  - 須弥壇（厚木市指定有形文化財 平成25年9月20日指定）[9]

## 交通アクセス
- 神奈中バス、妻田薬師停留所より徒歩2分。

## ギャラリー
- 遍照院に隣接の妻田薬師拝殿
- 妻田薬師と遍照院の山門
- 敷地内の白根山王社